# José Augusto
Pour les articles homonymes, voir Augusto.
José Augusto Pinto de Almeida, plus connu sous le nom de José Augusto, né le 13 avril 1937 à Barreiro, est un footballeur portugais. Milieu de terrain, il était membre de la légendaire équipe du Benfica Lisbonne des années 1960. Il est par la suite devenu entraîneur.

## Biographie
Avec ses compagnons de Benfica Eusébio, José Águas, Mário Coluna, José Augusto Torres ou António Simões, il remporte deux Coupes d'Europe des clubs champions en 1961 et 1962.
Il compte 45 sélections en équipe du Portugal pour 9 buts. Deux de ces buts sont inscrits lors de la Coupe du monde 1966, où le Portugal termine à la troisième place.
Au début des années 1970, il devient entraîneur de l'équipe du Portugal mais ne parvient pas à la qualifier pour le Mondial 1974. Il revient dix ans plus tard en tant qu'entraîneur adjoint de la sélection portugaise dirigée par Fernando Cabrita, demi-finaliste de l'Euro 84. 
Depuis 2004, il est le sélectionneur de l'équipe du Portugal de football féminin.

## Carrière

### Joueur
| Saison    | Club             | Montant | Division | Matches | Buts |
| --------- | ---------------- | ------- | -------- | ------- | ---- |
| 1955-1956 | FC Barreirense   |         | I        | 21      | 9    |
| 1956-1957 | FC Barreirense   |         | I        | 25      | 13   |
| 1957-1958 | FC Barreirense   |         | I        | 26      | 12   |
| 1958-1959 | FC Barreirense   |         | I        | 26      | 11   |
| 1959-1960 | Benfica Lisbonne |         | I        | 26      | 19   |
| 1960-1961 | Benfica Lisbonne |         | I        | 25      | 24   |
| 1961-1962 | Benfica Lisbonne |         | I        | 23      | 13   |
| 1962-1963 | Benfica Lisbonne |         | I        | 24      | 9    |
| 1963-1964 | Benfica Lisbonne |         | I        | 25      | 10   |
| 1964-1965 | Benfica Lisbonne |         | I        | 23      | 10   |
| 1965-1966 | Benfica Lisbonne |         | I        | 24      | 10   |
| 1966-1967 | Benfica Lisbonne |         | I        | 23      | 9    |
| 1967-1968 | Benfica Lisbonne |         | I        | 25      | 4    |
| 1968-1969 | Benfica Lisbonne |         | I        | 23      | 5    |
| 1969-1970 | Benfica Lisbonne |         | I        | 5       | 0    |
| TOTAL     |                  |         | I        | 344     | 158  |

### Entraîneur
- 1972-1973 :  Portugal
- 1974-1975 :  Vitória Setúbal
- ???? :  FC Barreirense
- ???? :  Portimonense SC
- ???? :  SC Farense
- ???? :  FC Penafiel
- 1994-1995 :  CD Logroñés
- ???? :  Kawkab de Marrakech
- ???? :  FUS de Rabat
- 2004- : Portugal (féminines)

## Palmarès

### Joueur
- 45 sélections et 9 buts avec l'équipe du Portugal entre 1958 et 1968
- Vainqueur de la Coupe d'Europe des clubs champions en 1961 et 1962
- Finaliste de la Coupe d'Europe des clubs champions en 1963, 1965 et 1968
- Champion du Portugal en 1960, 1961, 1963, 1964, 1965, 1967, 1968 et 1969
- Vainqueur de la Coupe du Portugal en 1962, 1964 et 1969